# Push-pull-Technologie

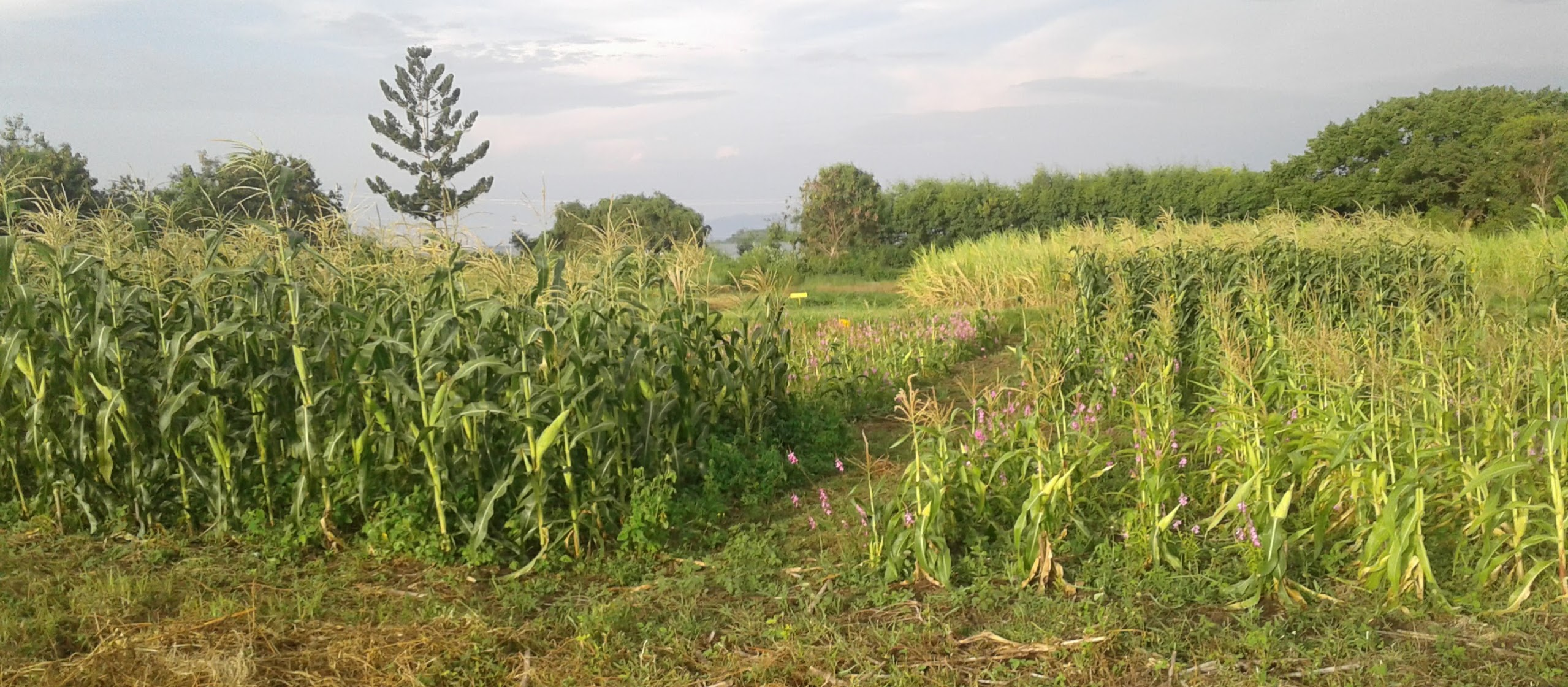
Versuchsfelder zur Push-pull-Technologie

Push-pull-Technologie ist eine Methode zur biologischen Schädlingsbekämpfung. Dabei werden innerhalb der Kultur Pflanzen mit abstoßender, um die Kultur solche mit anziehender Wirkung verwendet, um die Insekten von den Nutzpflanzen zu vertreiben (push) bzw. anzulocken (pull).

## Entwicklung
Der Befall durch Stängelbohrer, einen Verwandten des europäischen Maiszünslers, führt zu erheblichen Ernteverlusten für die Kleinbauern Ostafrikas. Weitere Probleme sind das parasitische Strigakraut und der niedrige Nährstoffgehalt der tropischen Böden. Pestizide und Dünger sind für die Subsistenzbauern unerschwinglich. Zur Bekämpfung des Stängelbohrers wurde am International Centre of Insect Physiology and Ecology (ICIPE) unter dem Leiter Hans Rudolf Herren in Zusammenarbeit mit dem Kenyan Agriculture Research Institut (KARI) und Rothamsted Experimental Station die Push-pull-Technologie entwickelt. Dabei wurde entdeckt, dass Desmodium (Desmodium adscendens) nicht nur die Motten des Stängelbohrers abstößt, sondern auch das Striga abtötet.

## Wirkungsweise
Desmodium als Repellent wird zwischen die Reihen von Getreide gepflanzt, während Napiergras (Pennisetum purpureum) als „Falle“ in einem Gürtel um das Feld gepflanzt wird. So werden die Stängelbohrermotten vom Getreide weg zum Napiergras hin gelockt, um ihre Eier dort und nicht auf den Blättern des Getreides abzulegen. Abstoßende wie auch anziehende Wirkung beruhen auf so genannten Blattvolatilen, flüchtigen organischen Verbindungen (VOC, Abkürzung für englisch: volatile organic compounds), die den Insekten zur Orientierung und zum Auffinden der Wirtspflanze dienen. Napiergras wie auch Desmodium sind mehrjährig und können problemlos über zehn Jahre bestehen bleiben. Ist das Getreide geerntet, werden die Getreidereihen gehackt oder gepflügt, während die Reihen von Desmodium und Napiergras vor der erneuten Aussaat lediglich zurückgestutzt werden.

### Bekämpfung des Stängelbohrers
Während das Desmodium Volatile ausstößt, die Stängelbohrer abstoßen, produziert das Napiergras einen Volatil-Mix, der dem des Getreides gleicht. Allerdings in viel größeren Mengen, als dies beim Getreide der Fall ist, so dass das Stängelbohrerweibchen seine Eier vorzugsweise auf den Blättern des Napiergrases ablegt. Wenn die daraus schlüpfenden Larven in den Stängel des Grases einzudringen versuchen, produziert dieses eine schleimige Substanz, die den Schädling abtötet.

### Bekämpfung von Striga
Das parasitische Striga keimt, wenn der Samen die Gegenwart von so genannten Wurzelexsudaten wahrnimmt, die von den Maiswurzeln abgegeben werden. In der Folge heftet es sich an diese und entzieht der Maispflanze Zucker. Das Desmodium produziert Wurzelexsudate, die ebenfalls die Keimung des Strigasamens anregen, gleichzeitig aber auch Stoffe, die den Keim sogleich abtöten. So werden die Samen nicht nur an der Entwicklung gehindert, sondern aktiv aus dem Boden entfernt. Das ist wichtig, da eine einzige Striga-Pflanze bis zu 20.000 Samen produziert, die im Boden bis zu 20 Jahre keimfähig bleiben.

### Verbesserung der Bodenfruchtbarkeit
Wie alle Leguminosen kann Desmodium atmosphärischen Stickstoff organisch binden und so für sein Wachstum und das der umliegenden Pflanzen verfügbar machen. Bei den Forschungsarbeiten am ICIPE wurde festgestellt, dass die freigesetzte Menge von Stickstoff ziemlich genau der entspricht, die Mais für ein optimales Wachstum braucht. Außerdem wird durch absterbende Blätter und Wurzeln des Desmodiums dem Boden organisches Material zugeführt, was die Bodenorganismen fördert und die Nährstoffverfügbarkeit erhöht.

### Versorgung mit Viehfutter
Napiergras ist sehr schnell wachsend und wird bis zu vier Meter hoch. Teile des Napiergras-Gürtels können geerntet werden, ohne die Schutzfunktion zu beeinträchtigen, und dienen als Viehfutter. Auch das Desmodium kann, wenn es nach der Ernte zurückgeschnitten wird, als Futter dienen. Das Gemisch der beiden Pflanzen ist nährstoffreich und steht in der Trockenzeit zur Verfügung, wenn andere Futterquellen versiegen.

### Weitere positive Effekte
Durch die Bodenbedeckung des Desmodium wird der Boden vor Erosion geschützt. Außerdem ist die Verdunstung durch die erhöhte Beschattung gehemmt und der Wasserrückhalt verbessert.
Die Samen des Desmodium können geerntet und verkauft werden. Der Erlös von 600 Kenia-Schilling (rund 6,50 Euro pro Kilogramm) ist eine willkommene Bargeldquelle.